# Riego de la Vega
Riego de la Vega è un comune spagnolo di 1 065 abitanti situato nella comunità autonoma di Castiglia e León.